# Apatura sigea
Apatura sigea är en fjärilsart som beskrevs av Siuiti Murayama 1943. Apatura sigea ingår i släktet Apatura och familjen praktfjärilar. Inga underarter finns listade i Catalogue of Life.